# Aston Martin Lagonda Taraf
Aston Martin Lagonda Taraf är en lyxbil, tillverkad av den brittiska biltillverkaren Aston Martin mellan 2015 och 2016.
Taraf-modellen är en del i Aston Martins plan att återuppväcka bilmärket Lagonda. Det är en superlyxversion av Aston Martin Rapide, planerad att säljas i en begränsad upplaga om 200 exemplar främst i mellanöstern. Priset ligger på 695.000 GBP.